# Harry Bohrer
Harry Bohrer, eigentlich Hanus Bohrer (* 1916 in Prag; † 2. Oktober 1985 in London), war ein tschechisch-britischer Journalist. Er gehört zu den vier Gründern des Hamburger Nachrichtenmagazins Der Spiegel und war der Chefredakteur von dessen Vorgängermagazin.

## Leben
Bohrer stammte aus einer deutsch-jüdischen Familie und besuchte das deutsche humanistische Staatsgymnasium in der Prager Altstadt. Er arbeitete als Angestellter in einer tschechischen Glasbläserfabrik im Erzgebirge und floh noch vor der deutschen Besetzung Prags 1939 nach Großbritannien. Seine Eltern und Schwester starben jedoch in den Konzentrationslagern.
Im Exil schlug sich Harry Bohrer zunächst als Waldarbeiter durch und trat schließlich 1940 in die britische Armee ein. Da er fließend Deutsch sprach, wurde er zu einer Informationseinheit versetzt, wo er unter anderem die Post von Kriegsgefangenen zensierte. Im Oktober 1945 kam er, inzwischen im Rang eines Stabsfeldwebels, nach Hannover, wo er deutsche Zeitungen beaufsichtigte. 1946 traf er John Seymour Chaloner, mit dem er gemeinsam das Projekt einer deutschen Wochenzeitschrift im Stile des Magazins Time entwickelte. Daraus entstand das Magazin Diese Woche, für das Bohrer, Chaloner und der ebenfalls beteiligte Emigrant Henry Ormond unter anderem auch den Journalisten Rudolf Augstein rekrutierten, den Bohrer schon aus seiner Hannoveraner Zeit kannte. Bohrer organisierte unter Schwierigkeiten Räume, Schreibmaschinen und ähnlichen Bedarf. Als Chefredakteur trainierte er seine Mitarbeiter quasi in der Praxis im Journalismus. Von ihm stammte die Faustregel, der Anfang einer Geschichte oder eines Kommentars müsse wie ein Lasso sein, um den Leser einzufangen und zum Weiterlesen zu bewegen.
Als das britische Foreign Office im Januar 1947 nach fünf Ausgaben kurzfristig die Übergabe des Magazins in deutsche Hände anordnete, übernahm Augstein dann das Magazin mit einer Verlegerlizenz als Herausgeber und Chefredakteur und nannte es Der Spiegel. Bohrer kehrte nach London zurück, wo ihm Chaloner eine Anstellung als Redakteur beim West London Chronicle verschaffte. Dem Spiegel blieb er als Verlagsrepräsentant in London verbunden. Von allen Gründervätern des Spiegels schätzte Augstein Bohrer besonders. Er bezeichnete ihn als das wichtigste Gründungsmitglied. Wiederholt wurde Augstein zitiert: „Harry Bohrer haben wir fast geliebt!“